# Josu Ortuondo Larrea
Josu Ortuondo Larrea este un om politic spaniol, membru al Parlamentului European în perioada 1999-2004 din partea Spaniei.
1. ↑  Deputații în Parlamentul European